# Imm al-Zinât
Imm al-Zinât (en arabe : أُم الزينات) était un village palestinien arabe du sous-district de Haïfa. Il a été expulsé durant la première guerre israélo-arabe en deux étapes, les 15 mai 1948 par le 4e bataillon de la brigade Golani. Il se trouvait à 20,5 km au sud-est d’Haïfa.

## Histoire
Des céramiques byzantines ont été découvertes sur le territoire du village.
Des tombes en pierre taillée ont été trouvées au sud et au sud-est du village, datant de l’ère chrétienne.
Le nom du village signifie le "lieu des festivals".

### Période ottomane
En 1859, le consul du Royaume-Uni Rogers estime la population à 350 personnes, cultivant 25 feddans.
En 1870, Victor Guérin estime sa population à 450 personnes. Certains jardins sont entourés d’épineux. La medhafeh, ou maison des invités, sert aussi de mosquée.
En 1882, l’enquête du PEF's sur la Palestine décrit un village de bonne taille, construit sur une croupe, aux maisons principalement de pierre et un puits au sud. Le site a l’air ancien, avec des tombes taillées dans la roche.
Le recensement de 1887 compte 750 habitants, tous musulmans.
Une école élémentaire pour garçons est fondée en 1888.

### Mandat britannique
Dans le recensement de 1922, Imm al-Zinât était peuplé de 787 habitants, dont 782 musulmans et 5 chrétiens, tous melchites. Elle augmente à 1 020 musulmans et 9 chrétiens, dans 209 maisons, en 1932, puis 1470 en 1945 dont 1450 musulmans et 20 chrétiens, et 22 156 dunams de terres. 1742 dunams étaient plantés de vergers ou irrigués, 9879 destinés aux céréales et 69 dunams construits.

### 1948
La population d’Imm al-Zinât est expulsée en mai 1948. D’après Morris, les femmes et les enfants sont évacués début mai. D’après un des  villageois, « La veille de la chute du village, trois hommes de la colonie d’Ein HaEmek sont entrés dans notre village pour nous avertir que la Haganah se préparaient à entrer dans notre village, leur but étant de nous intimider et de nous pousser à fuir et abandonner le village. Quelques uns ont eu peur et ont fui, et d’autres sont restés et ont attendu leur destin. »
La brigade Golani prend le village le 15 mai 1948, et expulse les villageois restant. En août, l’armée israélienne, avec l’ordre de tuer les hommes et d’expulser les femmes qu’elle trouverait dans le village. Au moins deux hommes palestiniens sont tués, et des femmes sont expulsées,,.
En 1949, le moshav d’Eliakim est fondé au sud du site du village. En 1992, Khalidi décrit le site du village : « Les maisons sont réduites à des tas de gravats qui ont été dispersés sur tout le site. Le site lui même est envahi d’épineux, de buissons, de cactus, de grenadiers et figuiers. Un petit bois couvre une partie du site. Le cimetière du village est toujours visible. Les terres environnantes sont utilisés par les Israéliens pour faire paître le bétail et par des plantations d’oliviers et d’arbres fruitiers. ».

#### En français
- Mohammed al-Assad (auteur), Joseph Algazy (commentaires), Sara Descamps-Wassif (traductrice), Mémoires d’un village palestinien disparu, Paris : Albin Michel, 2002, 169 pages.

#### En anglais
- Barron, J.B., Palestine: Report and General Abstracts of the Census of 1922, Government of Palestine, 1923 (lire en ligne)
- C.R. Conder et H.H. Kitchener, The Survey of Western Palestine: Memoirs of the Topography, Orography, Hydrography, and Archaeology, vol. 2, London, Committee of the Palestine Exploration Fund, 1882 (lire en ligne)
- Department of Statistics, Village Statistics, April, 1945, Government of Palestine, 1945 (lire en ligne)
- C. Dauphin, La Palestine byzantine, Peuplement et Populations, vol. III : Catalogue, Oxford, Archeopress, coll. « BAR International Series 726 », 1998 (ISBN 0-860549-05-4, lire en ligne)
- V. Guérin, Description Géographique Historique et Archéologique de la Palestine, vol. 2: Samarie, pt. 2, Paris, L'Imprimerie Nationale, 1875 (lire en ligne)
- S. Hadawi, Village Statistics of 1945: A Classification of Land and Area ownership in Palestine, Palestine Liberation Organization Research Center, 1970 (lire en ligne)
- W. Khalidi, All That Remains: The Palestinian Villages Occupied and Depopulated by Israel in 1948, Washington D.C., Institute for Palestine Studies, 1992 (ISBN 0-88728-224-5, lire en ligne)
- Mills, E., Census of Palestine 1931. Population of Villages, Towns and Administrative Areas, Jerusalem, Government of Palestine, 1932 (lire en ligne)
- B. Morris, The Birth of the Palestinian Refugee Problem Revisited, Cambridge University Press, 2004 (ISBN 978-0-521-00967-6, lire en ligne)
- Mülinen, Egbert Friedrich von  1908, Beiträge zur Kenntnis des Karmels "Separateabdruck aus der Zeitschrift des Deutschen Palëstina-Vereins Band XXX (1907) Seite 117-207 und Band XXXI (1908) Seite 1-258."  Umm ez-Zeinat: p.353 ff.
- E.H. Palmer, The Survey of Western Palestine: Arabic and English Name Lists Collected During the Survey by Lieutenants Conder and Kitchener, R. E. Transliterated and Explained by E.H. Palmer, Committee of the Palestine Exploration Fund, 1881 (lire en ligne)
- G. Schumacher, « Population list of the Liwa of Akka », Quarterly Statement - Palestine Exploration Fund, vol. 20,‎ 1888, 169–191 (lire en ligne)